# Субпродукти
Субпродукти — внутрішні органи та частини тваринного організму, отримані при переробці забійних тварин і птиці з метою отримання м'ясної туші, які містять білки і мають поживну або кормову цінність.
Інколи вживаються терміни «лівер», «тельбухи» і «потрухи», але вони стосуються внутрішніх органів, тому термін «субпродукти» загальніший.

## Класифікація

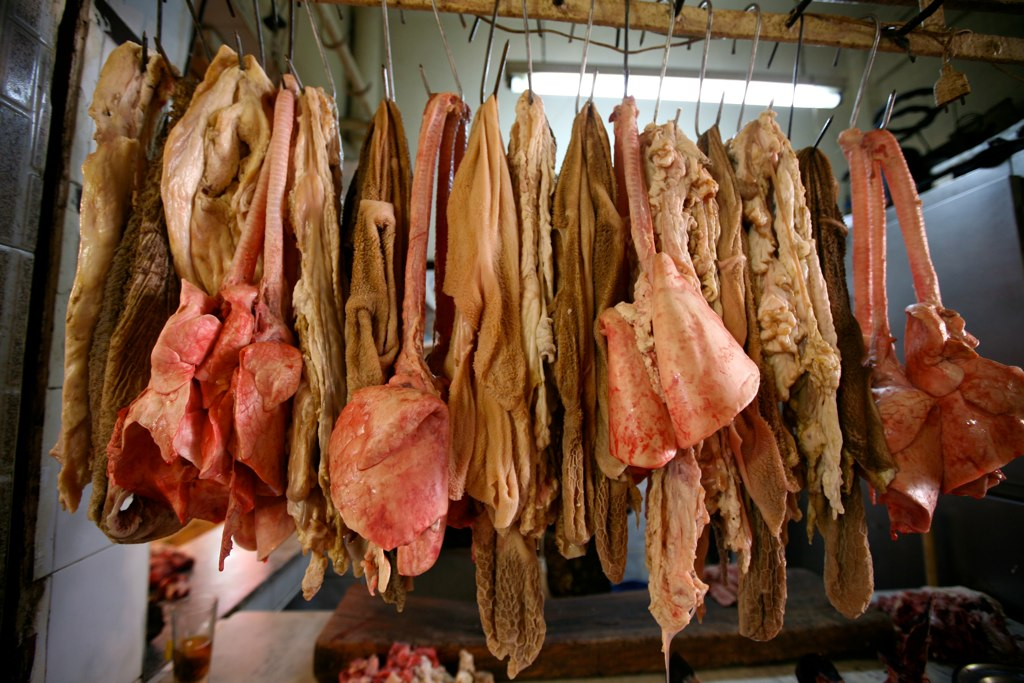
Нутрощі тварин

За видами тварин, від яких їх було отримано, поділяють на яловичі, свинячі та баранячі, від птиці та інші.
Субпродукти, в залежності від морфологічної будови туші забійної тварини, поділяють на чотири групи: м'якушеві, м'ясо-кісткові, слизові та шерстні. Від забою птиці поділяють на м'якушеві і м'ясо-кісткові.
Для тварин
- м'ясо-кісткові — яловичі голови (без шкури, язика і мозку), м'ясо-кісткові хвости, цівки;
- м'якушеві — лівер свиней, великої рогатої худоби (ВРХ) і дрібної рогатої худоби (ДРХ) (печінка, серце, легені, діафрагма, трахеї), нирки, селезінка, м'ясна обрізь, яловиче вим'я, язики, мозок, кадик, сім'яники ВРХ, свиняча шкірка, міжсосцева частина свинячих шкур;
- слизові — рубець і сичуг ВРХ і ДРХ, книжка ВРХ, шлунок свиней;
- шерстні — свинячі та баранячі голови (в шкурі) без язика і мозку, губи, вуха і путові суглоби ВРХ, свинячі хвости, ніжки та вуха.

До м'якушевих субпродуктів птиці належать шлунки, легені, печінка, серце та м'ясна обрізь; до м'ясо-кісткових — голови, лапки та крила.
Решту субпродуктів відносять до кормових чи технічних через низьку харчову цінність і складності обробки: баранячу книжку, сичуг, вим'я, трахею, нижні частини кінцівок, статеві органи, роги, копита тощо.
З живої маси тварин отримують 12-16 % субпродуктів для ВРХ, свиней — 12-18 %, ДРХ — 10-14 %, птиці — 5-6 %.
Субпродукти також розділяють на групи, залежно від функцій, які виконували органи під час життя тварини. Кожна група має свою будову та склад основних тканин — м'язової, жирової, сполучної та кісткової.
- 1-ша група — органи, що під час життя тварини не виконували рухальні функції (печінка, нирки, легені, селезінка, головний мозок, вим'я). В них переважає сполучна тканина з нервами, кровоносними та лімфатичними судинами або залозиста тканини.
- 2-га група — органи, що під час життя тварини виконували рухальні функції (серце, діафрагма, шлунок). Вони складаються із сполучної, залозистої та м'язової (гладкої і поперечно-смугастої) тканин.
- 3-тя група — зовнішні частини туші (ноги, голови, вуха, хвости, губи і інше). Їх будова і склад аналогічні м'ясу, але мають більше сполучної і жирової тканин з кістками.

## Харчова цінність

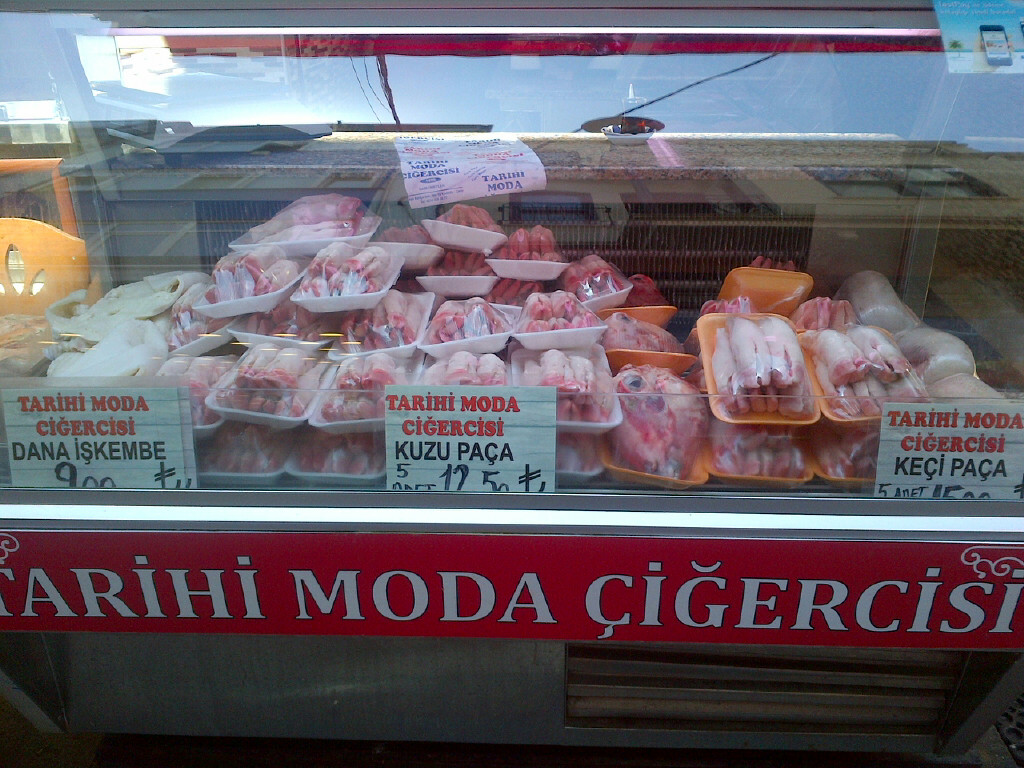
Субпродукти в магазині на ринку в Стамбулі

Субпродукти мають різну харчову цінність і смакові якості. Окремі субпродукти мають однаковий хімічний склад з м'ясом, вміст вітамінів, мікроелементів і гормональних речовин може бути більшим. Тому деякі субпродукти мають не тільки харчову цінність, також використовуються як дієтичний і лікувальний продукт. А такі субпродукти, як легені, вуха, трахеї, мають низьку харчову цінність.
Субпродукти, залежно від морфологічної будови, хімічного складу, харчової цінності поділяють на 2 категорії:
- І категорія — язики, печінка, нирки, мозок, серце і діафрагма (ВРХ, ДРХ, свиней), хвости яловичі і баранячі;
- II категорія — вим'я яловиче, голови яловичі, свинячі (цілі або без мозку і язиків), легені, м'ясо (м'язовий шар) стравоходу (пікальне м'ясо) (ВРХ, ДРХ, свиней), калтики (гортань), селезінка (ВРХ, ДРХ, свиней), вуха, трахеї яловичі й свинячі; шлунки свинячі, сичуги яловичі і баранячі; ноги і путовий суглоб яловичі, губи, книжки яловичі; ноги, хвости і шлунки свинячі; м'ясна обрізь, хвости свинячі.

Хімічний склад субпродуктів, %
| Субпродукти | Вода | Білки | Ліпіди | Екстрактивні речовини | Мінеральні речовини | Енергетична цінність 100 г, кДж |
| ----------- | ---- | ----- | ------ | --------------------- | ------------------- | ------------------------------- |
| Язик        | 71,2 | 13,6  | 12,1   | 2,2                   | 0,9                 | 682                             |
| Печінка     | 72,9 | 17,4  | 3,1    | 5,3                   | 1,3                 | 410                             |
| Мозок       | 78,9 | 9,5   | 9,5    | 0,8                   | 1,3                 | 579                             |
| Нирки       | 82,7 | 12,5  | 1,8    | 1,9                   | 1,1                 | 276                             |
| Серце       | 79,0 | 15,0  | 3,0    | 2,0                   | 1,0                 | 364                             |
| Вим'я       | 72,6 | 12,3  | 13,7   | 0,6                   | 0,8                 | 724                             |
| Легені      | 77,5 | 15,2  | 4,7    | 1,6                   | 1,0                 | 431                             |

## Використання

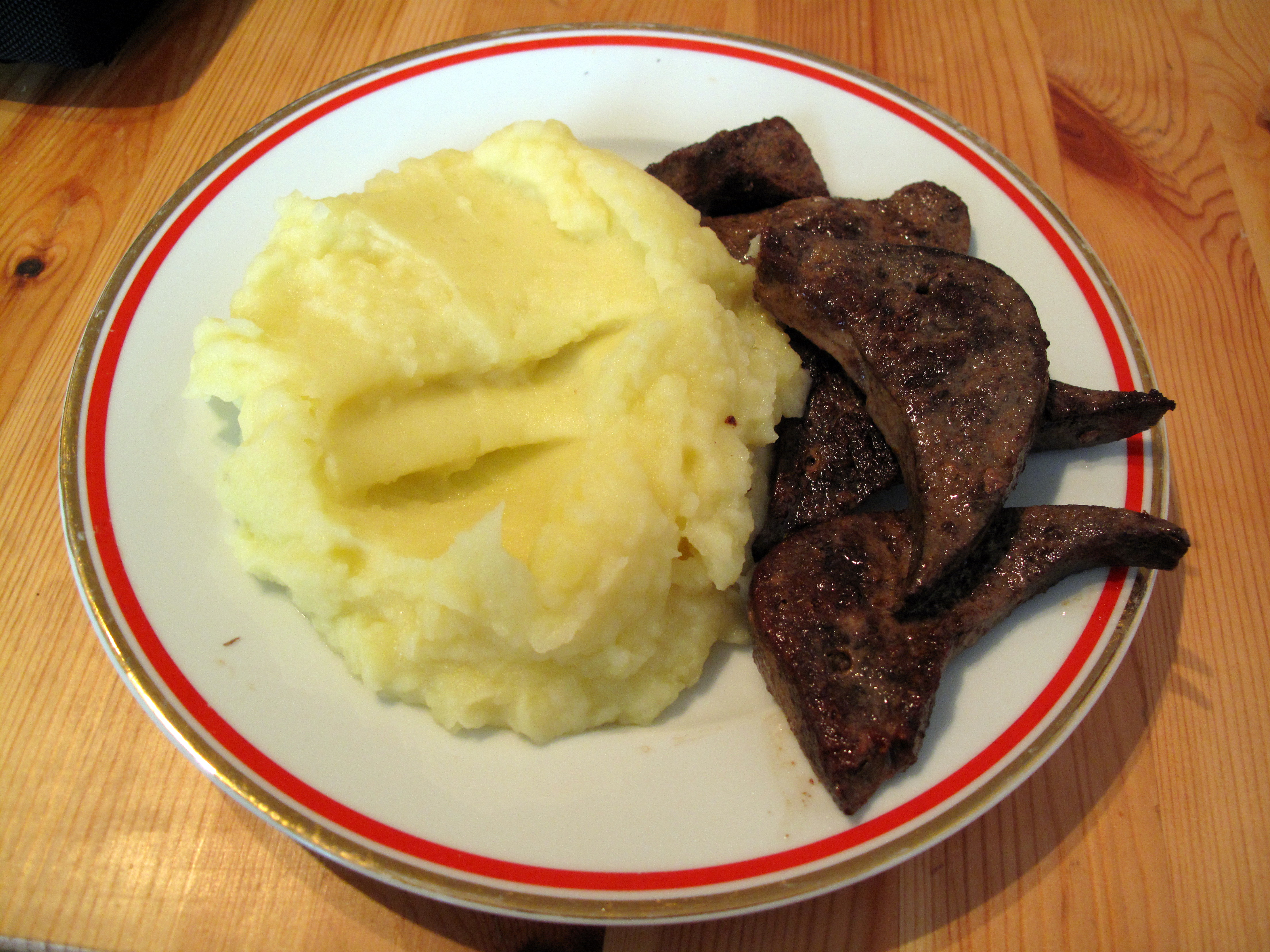
Смажена печінка з картоплею

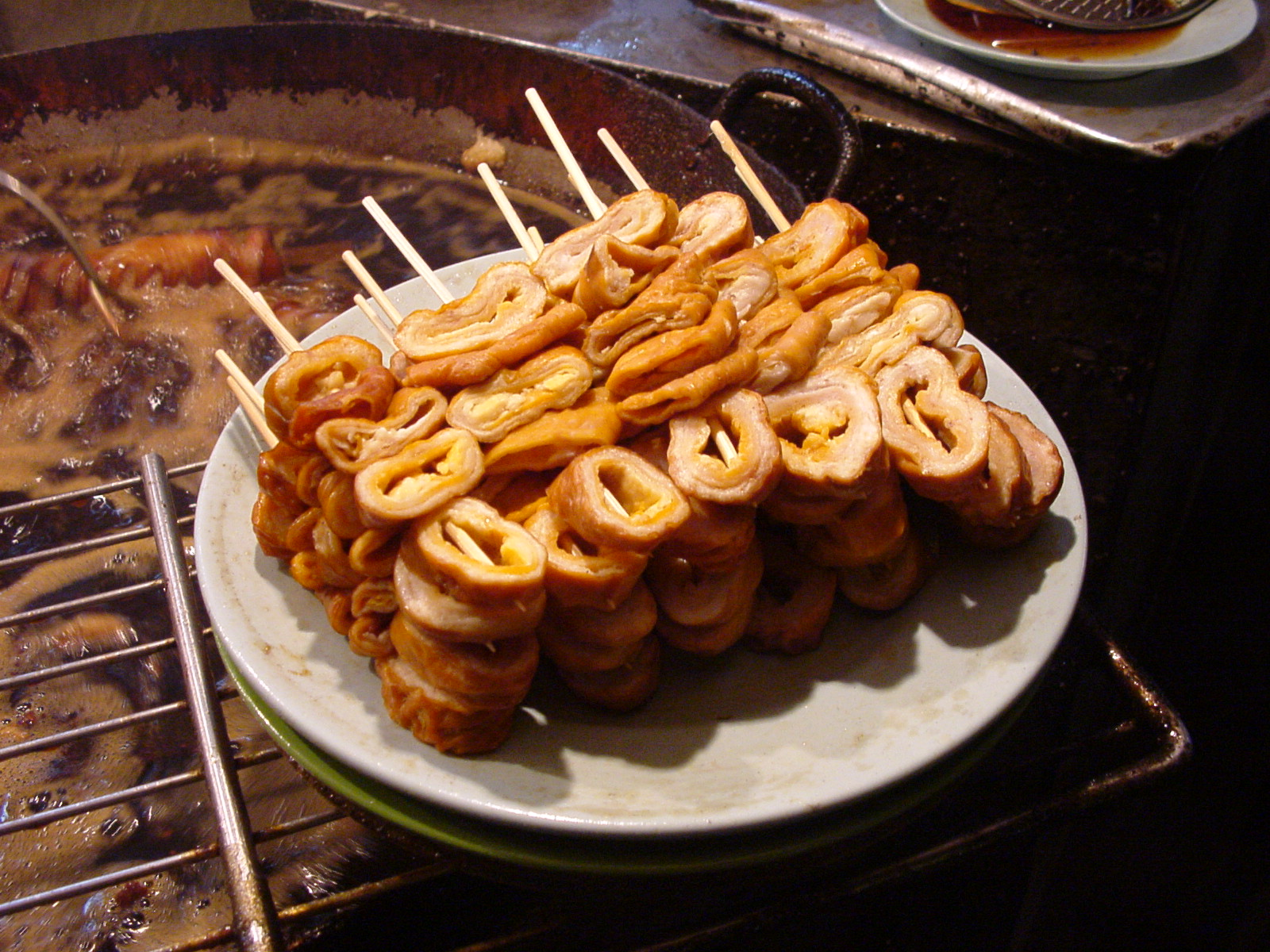
Свиняча товста кишка у фритюрі, Китай

Субпродукти використовують як основний або додатковий продукт при виготовленні різноманітних м'ясних і кулінарних виробів.
Печінка використовується для других страв, начинок для пирогів, є сировиною при виробництві ковбас і паштетів.
З нирок виготовляють перші і другі страви, делікатесні консерви.
Язики використовують для других, заливних страв, при виробництві копченостей, консервів і ковбасних виробів.
Серце містить щільну м'язову тканину, через воно придатне для других страв, паштетів, ліверних ковбас і консервів.
Легені додають у фарш при виробництві низьких ґатунків ліверних ковбас разом з іншими субпродуктами.
Ніжки, вуха використовують як добавки при виготовленні холодців, зельців, ліверних ковбас.
З м'ясокісткових хвостів готують бульйони і консерви.